# ニコラス・コレツキー
ニコラス・コレツキー（Nicolas Koretzky）は、フランスの俳優。

## 出演作品
- 猟犬たちの夜　オルフェーヴル河岸36番地―パリ警視庁
- 青春シンドローム